# Jurassic Park 3
Pour les articles homonymes, voir Jurassic Park (homonymie).
Série Jurassic Park
Le Monde perdu : Jurassic Park
(1997) Jurassic World
(2015)
Pour plus de détails, voir Fiche technique et Distribution.
Jurassic Park 3, ou Le Parc jurassique III au Québec (Jurassic Park III), est un film américain de science-fiction réalisé par Joe Johnston, sorti en 2001. Produit par Steven Spielberg, il est le troisième volet de la saga Jurassic Park. Il fait suite au film Le Monde perdu. C'est le premier film de la saga à ne pas être adapté d'un roman de Michael Crichton, bien qu'il reprenne certaines scènes du roman original non adaptées.
Comme dans l'opus précédent, l'histoire se déroule sur l'île fictive d'Isla Sorna, située dans l'océan Pacifique au large du Costa Rica. Quatre ans ont passé depuis l'incident de San Diego. Le film met en scène un couple (William H. Macy et Téa Leoni) incitant le paléontologue Alan Grant (Sam Neill), rescapé du premier parc, à se rendre sur l'île peuplée de dinosaures pour les aider à retrouver leur fils (Trevor Morgan), porté disparu depuis huit semaines.
Après la sortie du premier film, Joe Johnston a exprimé son intérêt pour la réalisation d'une suite. Bien que Steven Spielberg ait décidé de réaliser la première suite, il a donné à Johnston la possibilité de réaliser un troisième film. Universal Pictures annonce le projet en juin 1998 avec une sortie initialement prévue pour l'été 2000. La production est difficile en raison de multiples réécritures et de la difficulté de trouver un scénario satisfaisant.
Le tournage dure cinq mois et a commencé à Hawaï le 30 août 2000, avant de se poursuivre en Californie. Une version finale du script n'a jamais été achevée durant la production et Johnston ainsi que Spielberg ont menacé de quitter le projet à plusieurs reprises, en raison de l'incertitude quant à la tournure du film. Comme pour les opus précédents, Jurassic Park 3 présente un mélange d'images par ordinateur et d'animatroniques pour représenter les dinosaures, créés respectivement par Industrial Light & Magic (ILM) et Stan Winston.
Finalement, la production est arrivée à son terme et le film est sorti le 18 juillet 2001 aux États-Unis. Il a reçu des critiques mitigées mais a cependant été un succès commercial puisque pour un budget de 93 millions de dollars, il a rapporté 181 millions aux États-Unis et 187 millions dans le reste du monde, soit un total de 368 millions de dollars, faisant de lui le huitième plus grand succès cinématographique de 2001. Néanmoins, il s'agit du succès le plus faible de la saga.

## Synopsis
Isla Sorna est une île interdite au large du Costa Rica. À bord d'une embarcation de tourisme longeant la côte escarpée, deux américains sont venus vivre une expérience riche en sensations : observer des dinosaures vivants depuis un parachute ascensionnel. Ben Hildebrand et son beau-fils, un adolescent prénommé Erik, décollent dans les airs au moment où le navire pénètre dans un épais brouillard. Ils ressentent de violentes secousses sur le filin, et voient avec horreur la brume s'estomper pour laisser apparaître le bateau déchiqueté, sans passager à son bord. Pris de panique, les parachutistes n'ont d'autre choix que de se décrocher avant que l'embarcation ne fonce sur un récif. Ils entament leur descente vers l'île.
Quelques semaines plus tard. Le paléontologue Alan Grant est invité à passer une soirée chez son amie Ellie Sattler. Tous deux ont réchappé au fiasco de Jurassic Park huit ans plus tôt. À la différence de son ancienne compagne, Grant souffre de soucis financiers à cause du désintérêt croissant du public pour sa profession. Il le constate amèrement lors d'une conférence visant à lever des fonds pour ses recherches, qui peine à atteindre le montant estimé. La principale cause est la révélation au public des dinosaures vivants de InGen. Les fossiles n’intéressent plus personne maintenant que de véritables animaux en chair et en os peuvent être observés dans un environnement naturel. Grant rétorque que les dinosaures créés par le milliardaire John Hammond ne sont que des « monstres de foire » génétiquement modifiés. De retour sur le lieu des fouilles dans le Montana, il retrouve ses étudiants dont le jeune Billy Brennan. Ce dernier a organisé une rencontre avec un couple de milliardaires, Paul et Amanda Kirby, qui souhaitent survoler Isla Sorna pour leur anniversaire de mariage. Devant le refus catégorique de Grant, Kirby sort son chéquier et propose au paléontologue ruiné de financer ses recherches.
Grant embarque à bord du Beechcraft des Kirby, accompagné de Billy. Il ne se doute pas que les pilotes, et un prétendu prêtre assis au dernier rang, sont des mercenaires armés. Alors que l'avion survole l'île, ignorant les messages d'avertissements du Costa Rica, Grant retombe en émerveillement devant les dinosaures évoluant dans un parfait équilibre. Mais bientôt, il se rend compte que le groupe veut atterrir sur une piste au milieu de la jungle. Paniqué, Grant bondit de son fauteuil mais il est assommé. À son réveil, il constate que l'avion est au sol. Billy pense qu'ils recherchent une personne sur l'île. Retentit alors un rugissement et des détonations. Le groupe est forcé de remonter à bord du Beechcraft lorsque Cooper, resté au sol, surgit sur la piste. Blessé, il est poursuivi par un dinosaure gigantesque. Ce dernier le tue et heurte l'appareil en plein décollage.
Les rescapés de l'avion accidenté n'ont pas le temps de souffler que le prédateur revient à la charge en dévorant le pilote, Nash. Grant, Billy, les Kirby et Udesky, le copilote, parviennent à semer le prédateur, qui s’avère être un Spinosaurus. Ce dernier affronte un Tyrannosaurus rex. Le groupe profite du combat de géants, qui verra la victoire du Spinosaure, pour fuir le plus loin possible. Grant et Billy découvrent alors les vraies motivations du couple : retrouver leur fils Erik, douze ans, disparu huit semaines plus tôt avec son beau-père en faisant du parachute ascensionnel. Paul et Amanda sont séparés, et très loin d'être milliardaires. Le chèque proposé aux paléontologues pour financer leurs recherches est bien évidemment sans provision. Ils ont menti à Grant car il leur fallait quelqu'un qui soit déjà allé sur l'île. Mais Grant et Billy leur expliquent qu'ils ont stupidement confondu l'île sur laquelle ils se trouvent (Isla Sorna) avec Isla Nublar (où a été construit Jurassic Park), et que Grant ne sait rien de l'endroit où ils se trouvent. Dépité, Grant décide de rejoindre le littoral. En chemin, ils trouvent le squelette décharné du beau-père. Le couple s'accroche au peu d'espoir qui leur reste de retrouver l'adolescent en vie (peu après que le groupe est tombé sur un nid de raptors). Les protagonistes se rendent dans un ancien bâtiment, où les dinosaures étaient autrefois créés, et investissent les lieux, puis sont attaqués par un vélociraptor qui finit par appeler du renfort après avoir été enfermé.
Pris en chasse, le groupe se disperse pendant sa fuite. Alors que Udesky perd la vie, Grant, encerclé par trois raptors, est sauvé par Erik qui utilise des grenades fumigènes pour faire fuir les prédateurs. Le garçon a perdu la notion du temps depuis les huit semaines passées. Il a appris à survivre dans la jungle en faisant attention à ses moindres faits et gestes avec du matériel qu'il a récupéré dans un ancien bâtiment, et s'abritant à l'arrière d'un camion-citerne.
Repartant un peu plus tard, Grant et Erik entendent une sonnerie et l'enfant reconnaît celle du téléphone satellite de son père ; ils la suivent, ainsi que Billy et les Kirby. Les deux groupes se retrouvent et la famille Kirby se réunit avec joie. Erik leur explique comment il les a retrouvés. Paul lui dit alors qu'il n'a pas le téléphone satellite en sa possession : c'était le pilote Nash qui l'avait avant de se faire dévorer par le spinosaure. Dans un moment de stupeur, Paul comprend que le dinosaure a ingéré le téléphone avec. Il n'a pas le temps de l'expliquer, car la sonnerie se fait entendre, révélant que le spinosaure les regardait depuis le début. Il les attaque.
Le groupe parvient à lui échapper en entrant dans un bâtiment donnant sur un immense dôme. C'est alors que Grant découvre que Billy a volé deux œufs de raptors, dans le but de régler les soucis financiers de son employeur, ce qui explique pourquoi les raptors les suivaient. Furieux, Grant déclare alors à Billy qu'il n'est pas plus intelligent que les individus qui ont redonné vie aux créatures qui les pourchassent.
Le groupe traverse le dôme, qui se révèle être une volière, et ne tarde pas à être attaqué par quatre ptéranodons. L'un d'eux capture Erik et l'emmène à ses bébés. Billy, à l'aide du parachute de Ben Hildebrand qu'il a récupéré après avoir découvert son cadavre, réussit à récupérer Erik et se sacrifie aux animaux volants, ce qui permet aux autres de quitter la volière. L'un des Ptéranodons est tué en pourchassant le groupe. Alan et les Kirby trouvent une embarcation à moteur en état de marche et longent la rivière vers la côte.
Sur le chemin, en entendant de nouveau la sonnerie du téléphone, ils tombent sur les matières fécales du spinosaure, dans lesquelles ils récupèrent l'appareil afin d'appeler des secours. À ce moment, un cératosaure apparaît mais ne montre aucun signe d'hostilité, se contentant juste de les sentir puis de s'en aller.
En longeant la rivière, le groupe est de nouveau attaqué par le spinosaure, qui les a retrouvés. S'ensuit alors une confrontation sur le bateau, tandis que Grant utilise le téléphone et appelle Ellie. Il a juste le temps de prononcer les mots « Site B... La rivière... » avant que l'embarcation ne coule, entraînant les quatre personnages sous l'eau. Ellie comprend tout de suite de quoi il retourne. Le groupe se retrouve à proximité d'infrastructures de construction près du rivage, et Grant profite de ce que de l'essence est déversée dans l'eau pour se servir d'un lance-fusée. Il tire, le projectile rebondit sur le spinosaure, et provoque un incendie sur l'eau qui fait fuir l'animal, abandonnant la traque, manquant de tuer Paul au passage.
Le groupe reprend son chemin mais rencontre les vélociraptors qui les encerclent, la femelle alpha (reconnaissable par sa couleur blanche, tandis que les mâles sont bleu foncé avec une rayure bleu claire longeant le corps avec des proto-plumes sur la tête) qui contrôle la meute apparaît, et s'approche d'Amanda, la renifle et lui fait comprendre de lui donner les œufs. Amanda s'exécute avec le plus grand calme et Grant en profite pour utiliser la caisse de résonance artificielle d'un raptor que Billy avait fabriquée sur le lieu des fouilles dans le Montana pour communiquer avec eux, pour détendre la situation. La femelle ordonne de ne pas les attaquer puis, entendant quelque chose venant du ciel, ordonne à la meute la retraite. Elle et son mâle prennent les œufs et s'en vont, laissant le groupe indemne, indiquant qu'ils peuvent avoir de la pitié et de la compréhension grâce à leur intelligence presque humaine, démontrée par les diverses actions qu'ils ont accomplies depuis le début de l'aventure.
Le groupe finit par rejoindre la plage où des militaires en bateau et en hélicoptère débarquent, envoyés par Ellie. Grant découvre avec bonheur que Billy a survécu et qu'il a été pris en charge par les militaires. A bord de l’hélicoptère qui les ramène, le groupe aperçoit par les fenêtres les trois ptéranodons restants quittant l’île. Erik demande à Grant où ils vont, et ce dernier lui répond qu'ils chercheraient probablement un nouveau territoire.
Le groupe quitte enfin Isla Sorna, tandis que le film se termine avec un plan des trois ptéranodons volant vers d'autres lieux.

## Fiche technique
Sauf indication contraire, les informations mentionnées dans cette section peuvent être confirmées par les bases de données cinématographiques IMDb et Allociné,  présentes dans la section « Liens externes ».
- Titre original et français : Jurassic Park III
- Titre québécois : Le Parc jurassique III[réf. nécessaire]
- Réalisation : Joe Johnston
- Scénario : Peter Buchman, Alexander Payne et Jim Taylor, d'après les personnages créés par Michael Crichton
- Musique : Donald Davis, d'après le thème principal de John Williams
  - Orchestration : Don Davis
  - Montage musical : Barbara McDermott, Joe E. Rand
- Direction artistique : Doug J. Meerdink et Greg Papalia
- Décors : Ed Verreaux
- Costumes : Betsy Cox
- Maquillage : Dennis Liddiard
- Coiffure : Kathryn Blondell
- Photographie : Shelly Johnson
- Son : Christopher Boyes, Thomas Causey, Howell Gibbens, Gary Summers
- Montage : Robert Dalva †
- Production : Larry J. Franco et Kathleen Kennedy
  - Production déléguée : Steven Spielberg
  - Production associée : Cheryl A. Tkach et David Womark
- Sociétés de production : Amblin Entertainment, présenté par Universal Pictures
- Sociétés de distribution : Universal Pictures (États-Unis), United International Pictures (France, Suisse)
- Budget : 92 millions de $[3] ; 93 millions de $[4]
- Pays de production :  États-Unis
- Langue originale : anglais, espagnol
- Format : couleur (DeLuxe) - 35 mm - 1,85:1 (Panavision) - son Dolby Digital / SDDS / DTS / DTS (DTS: X)
- Genre : action, aventure, science-fiction, thriller
- Durée : 92 minutes
- Dates de sortie[5] :
  - États-Unis, Québec : 18 juillet 2001[réf. nécessaire]
  - France, Belgique : 8 août 2001[6],[7]
  - Suisse romande : 15 août 2001[8]
- Classification :
  - États-Unis : accord parental recommandé, film déconseillé aux moins de 13 ans (PG-13 - Parents Strongly Cautioned)[N 1]
  - France : tous publics[9]
  - Belgique : tous publics (Alle Leeftijden)[7]
  - Suisse romande : interdit aux moins de 12 ans[10]
  - Québec : tous publics - déconseillé aux jeunes enfants (G - General Rating)[réf. nécessaire]

## Distribution
- Sam Neill (VF : Hervé Bellon) : Pr Alan Grant
- William H. Macy (VF : Philippe Bellay) : Paul Kirby
- Téa Leoni (VF : Mélody Dubos) : Amanda Kirby
- Alessandro Nivola (VF : Stéphane Marais) : Billy Brennan
- Michael Jeter (VF : Philippe Peythieu) : M. Udesky
- Trevor Morgan (VF : Elliott Weill) : Erik Kirby
- John Diehl (VF : Philippe Vincent) : Cooper
- Bruce Young (VF : Daniel Lobé) : M. B. Nash
- Laura Dern (VF : Rafaèle Moutier) : Pr Ellie Sattler
- Taylor Nichols : Mark Degler
- Mark Harelik : Ben Hildebrand
- Julio Oscar Mechoso : Enrique Cardoso
- Blake Michael Bryan : Charlie Degler, fils aîné d'Ellie et Mark Degler
- Sarah Danielle Madison : Cheryl Logan
- Linda Park : Hannah, la baby-sitter
- Sonia Jackson : l'animatrice de la conférence symposium
- Bruce French : le journaliste scientifique
- Bernard Zilinskas : l'homme étudiant à la conférence
- Rona Benson : la femme étudiante à la conférence

Doublage français réalisé par l'Européenne de doublage ; direction artistique : Jenny Gérard, adaptation : Christian Dura.

## Production

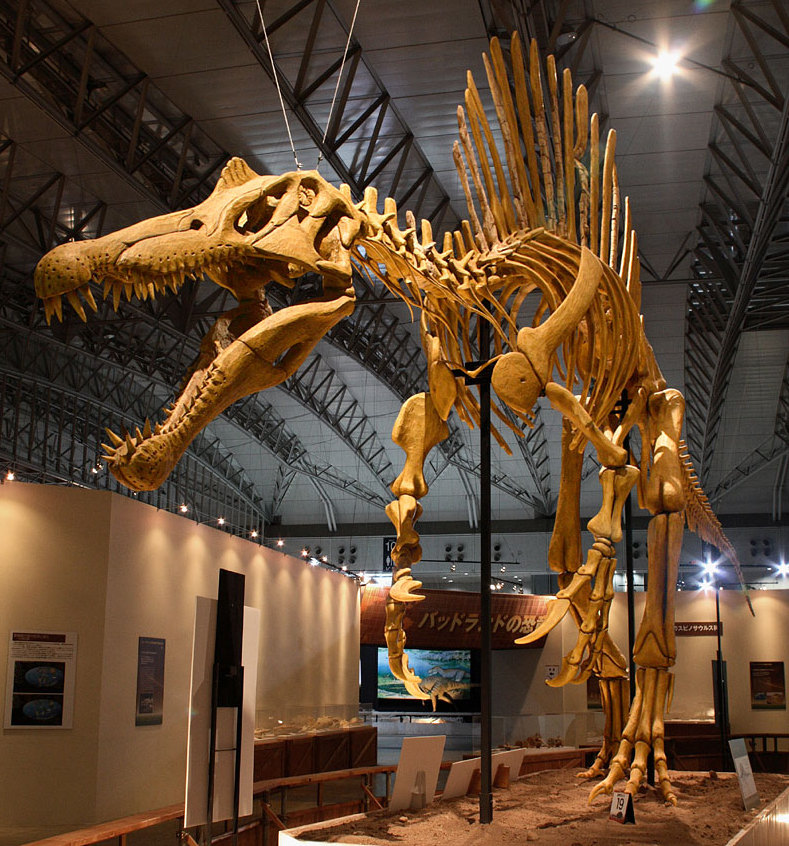
Reconstitution d'un squelette de Spinosaurus aegyptiacus.

Jurassic Park et Le Monde perdu de Steven Spielberg, respectivement sortis en 1993 et 1997, sont basés sur les romans de Michael Crichton. Pour ce troisième volet, l'équipe du film a cherché à développer une intrigue originale tout en conservant des idées des livres encore inexploitées à l'écran. L’idée de départ de Spielberg était que l’on découvre le personnage de Sam Neill en vie sur Isla Nublar, l'île du premier film. Après qu’on lui eut interdit de poursuivre ses recherches, il y serait retourné en cachette et aurait vécu dans un arbre tel un Robinson Crusoé. Mais ce projet est finalement abandonné. Sam Neill est toutefois conservé comme personnage principal. David Koepp, scénariste des opus précédents, laisse le soin au trio Alexander Payne, Peter Buchman et Jim Taylor de rédiger le scénario sur une idée générale de William Goldman, Tony Gilroy et Jonathan Hensleigh, Tom Perrotta et John August.
Jurassic Park Extinction est annoncé pour l'été 2001. Des rumeurs d'un virus propagé par les dinosaures circulent sur la toile, faisant écho au roman Le Monde perdu de Crichton où les animaux d'Isla Sorna sont condamnés à disparaître. Mais le projet souffre de nombreuses réécritures, les scénaristes n'arrivant pas à se mettre d'accord sur la direction que ce troisième opus doit prendre. Finalement, Spielberg abandonne le poste de réalisateur pour le confier à Joe Johnston (Chérie, j'ai rétréci les gosses, Jumanji). Johnston désire mettre en scène un dinosaure alternatif au Tyrannosaurus rex pour donner un coup de jeune à la franchise. Le paléontologue Jack Horner oriente l'équipe sur la piste du Spinosaurus aegyptiacus, permettant aux scénaristes d'écrire une nouvelle séquence se déroulant sous l'eau. Le dinosaure crocodilien est annoncé comme « la star » de Jurassic Park III, et va même jusqu'à détrôner le Rex du logo officiel.
Les acteurs eux-mêmes, comme William H. Macy, prennent part à l'écriture de leurs personnages jugés inconsistants. L'acteur Alessandro Nivola qualifie l'expérience de pénible : « C'est le seul rôle de ma carrière pour lequel je n'avais aucune matière pour construire mon personnage. C'était exaspérant. C'est Sam Neill qui m'a aidé à tenir, on se posait dans les caravanes pour jouer des chansons des Beach Boys. Sans ça, je serais devenu fou ». Joe Johnston menace de se retirer du projet[réf. nécessaire].

### Tournage
Le tournage commence à Hawaï le 30 août 2000, avant de se poursuivre en Californie. Il dure cinq mois. Une version finale du script n'a jamais été achevée durant la production et Johnston ainsi que Spielberg ont menacé de quitter le projet à plusieurs reprises, en raison de l'incertitude quant à la tournure du film. Le tournage a eu lieu en Californie (studios Universal d'Universal City, rivière Kern, El Mirage Dry Lake, Occidental College, South Pasadena), à Hawaï (Kīlauea) et en Utah (Wendover).
Le tournage est émaillé de plusieurs accidents. Dès le premier jour, un cascadeur est hospitalisé après les prises de vue de la scène du parachute ascensionnel. Puis une barge contenant du matériel d'éclairage se renverse dans une rivière. Le scénario est encore remanié, prenant une direction différente et coûteuse comme une séquence incluant une volière de Ptéranodons construite à flanc de montagne.
La productrice Kathleen Kennedy essaye de gérer la crise sur le tournage qui a déjà englouti 18 millions de dollars. « [Kathleen] m'a appelé pour me dire que Steven [Spielberg] et Joe [Johnston] étaient mécontents du script, et que l'on allait devoir arrêter les frais » explique le PDG de Dreamworks en 2013.
Johnston décide finalement de rester et de faire le meilleur film possible avec les moyens dont il dispose. Il explique à de nombreuses reprises vouloir réaliser un hommage au King Kong de 1933 et aux films d'aventures des années 1960. Jurassic Park III s'oriente beaucoup plus vers l'action pure que vers la réflexion scientifique. Le tournage est finalement bouclé dans les temps, et le film entre en période de post-production pour finaliser les effets visuels de Industrial Light & Magic.

### Musique
Bandes originales de Jurassic Park
Le Monde perdu : Jurassic Park
(1997) Jurassic World
(2015)
La musique du film est composée par Don Davis et interprétée par le Hollywood Studio Orchestra. Don Davis succède à John Williams, qui a composé pour les deux premiers volets de la série de films mais était trop occupé par les films A.I. Intelligence artificielle et Harry Potter à l'école des sorciers. Davis reprend certains thèmes des précédents films.
| 1.  | Isla Sorna Sailing Situation |              | 4:23 |
| 2.  | The Dinosaur Fly-By          |              | 2:15 |
| 3.  | Cooper's Last Stand          |              | 2:01 |
| 4.  | The Raptor Room              |              | 2:35 |
| 5.  | Raptor Repartee              |              | 3:06 |
| 6.  | Tree People                  |              | 2:04 |
| 7.  | Pteranodon Habitat           |              | 3:04 |
| 8.  | Tiny Pecking Pteranodons     |              | 3:38 |
| 9.  | Billy Oblivion               |              | 2:51 |
| 10. | Brachiosaurus On The Bank    |              | 2:07 |
| 11. | Nash Calling                 |              | 3:38 |
| 12. | Bone Man Ben                 |              | 7:20 |
| 13. | Fuselage                     |              | 4:01 |
| 14. | Clash Of Extinction          |              | 1:42 |
| 15. | The Hat Returns/End Credits  |              | 5:10 |
| 16. | Big Hat, No Cattle           | Randy Newman | 4:26 |

Musique additionnelle :
- Barney Is A Dinosaur de Stephen Bates Baltes

## Accueil

### Accueil critique
À sa sortie, Jurassic Park 3 reçoit des critiques mitigées, et reste à ce jour considéré comme le moins bon de la série. Il recueille 49 % de taux d'approbation sur le site Rotten Tomatoes, pour une moyenne de 6,2⁄10 et 182 critiques et un score de 42⁄100 pour 30 critiques sur le site Metacritic.
En France, le site Allociné propose une note moyenne de 2,9⁄5 à partir de l'interprétation de critiques provenant de 17 titres de presse.
Le combat entre le Spinosaurus et le Tyrannosaurus rex est encore sujet à de nombreux débats virulents sur internet. L'information a été propagée que le Spinosaurus serait en fait un hybride contenant de l'ADN de Baryonyx ainsi que de l'ADN d'Allosaurus, pour calmer l'atmosphère et expliquer sa force démesurée,,. Il faudra attendre treize ans avant la mise en chantier d'un quatrième volet, Jurassic World.
Ce troisième épisode a beaucoup souffert de la comparaison avec les précédents, notamment en raison de l'absence de Spielberg à la réalisation et de John Williams pour la musique.

### Box-office
| Pays                     | Box-office        |
| ------------------------ | ----------------- |
| Box-office Monde         | 368 780 809 $     |
| Box-office International | 187 608 934 $     |
| Box-office États-Unis    | 181 171 875 $     |
| Box-office France        | 2 069 263 entrées |

Le film remporte un succès commercial, avec 368,8 millions de dollars de recettes mondiales, dont 181,1 millions rien qu'aux États-Unis, où il occupe la première place du box-office le week-end de sa sortie. En France, il atteint les deux millions d'entrées, avec un démarrage en première place la semaine de sa sortie. Toutefois, ce résultat est à relativiser puisqu'il s'agit du plus mauvais résultat au box-office de la saga Jurassic Park,.

## Distinctions
Source : Internet Movie Database

### Récompenses et Nominations
| Distinctions du film Jurassic Park III | Distinctions du film Jurassic Park III                               | Distinctions du film Jurassic Park III                                                    | Distinctions du film Jurassic Park III                                            | Distinctions du film Jurassic Park III |
| Années                                 | Évènements                                                           | Catégorie / Récompense                                                                    | Nommé(es) / Lauréat(es)                                                           | Résultats                              |
| -------------------------------------- | -------------------------------------------------------------------- | ----------------------------------------------------------------------------------------- | --------------------------------------------------------------------------------- | -------------------------------------- |
| 2001                                   | Golden Schmoes Awards                                                | Meilleurs effets spéciaux de l'année                                                      | Jurassic Park III                                                                 | Nomination                             |
| 2001                                   | Golden Schmoes Awards                                                | La plus grande déception de l'année                                                       | Jurassic Park III                                                                 | Nomination                             |
| 2001                                   | Prix Bogey                                                           | Bogey d’or                                                                                | Jurassic Park III                                                                 | Lauréat                                |
| 2001                                   | Teen Choice Awards                                                   | Meilleur film de l'été                                                                    | Jurassic Park III                                                                 | Nomination                             |
| 2001                                   | The Stinkers Bad Movie Awards                                        | Pire actrice                                                                              |                                                                                   | Nomination                             |
| 2001                                   | The Stinkers Bad Movie Awards                                        | Pire scénario pour un film rapportant plus de 100 millions de dollars avec Hollywood Math | Peter Buchman, Alexander Payne et Jim Taylor                                      | Nomination                             |
| 2001                                   | The Stinkers Bad Movie Awards                                        | Pire suite                                                                                | Jurassic Park III                                                                 | Nomination                             |
| 2002                                   | Academy of Science Fiction, Fantasy and Horror Films - Saturn Awards | Meilleur film de science-fiction                                                          | Jurassic Park III                                                                 | Nomination                             |
| 2002                                   | Academy of Science Fiction, Fantasy and Horror Films - Saturn Awards | Meilleurs effets spéciaux                                                                 | Donald Elliott, Jim Mitchell, John Rosengrant et Danny Gordon Taylor              | Nomination                             |
| 2002                                   | BMI Film and TV Awards                                               | Prix BMI de la meilleure musique de film                                                  | Donald Davis                                                                      | Lauréat                                |
| 2002                                   | BMI Film and TV Awards                                               | Prix BMI de la meilleure musique de film                                                  | John Williams                                                                     | Lauréat                                |
| 2002                                   | Golden Trailer Awards                                                | Meilleure bande-annonce d'un film d'horreur ou thriller                                   | Jurassic Park III                                                                 | Nomination                             |
| 2002                                   | Motion Picture Sound Editors                                         | Meilleur montage son - Effects et bruitages, long métrage national                        | Christopher Boyes, Frank E. Eulner, Ken Fischer, Howell Gibbens et James Likowski | Nomination                             |
| 2002                                   | Online Film and Television Association                               | Meilleurs effets visuels                                                                  | Donald Elliott, Jim Mitchell, John Rosengrant et Danny Gordon Taylor              | Nomination                             |
| 2002                                   | Razzie Awards                                                        | Pire remake ou suite                                                                      | Jurassic Park III                                                                 | Nomination                             |
| 2002                                   | Satellite Awards                                                     | Meilleurs effets visuels                                                                  | Jim Mitchell                                                                      | Nomination                             |
| 2002                                   | Satellite Awards                                                     | Meilleur son                                                                              | Howell Gibbens                                                                    | Nomination                             |
| 2002                                   | Taurus World Stunt Awards                                            | Taurus Award du meilleur travail de l'eau                                                 | Stanton Barrett, Laura Lee Connery, Norman Howell et Cinda-Lin James              | Lauréat                                |

## Analyse

### Dinosaures
Cinq nouvelles espèces apparaissent dans ce film : Spinosaurus, Ceratosaurus, Ankylosaurus, Corythosaurus et Ptéranodon (bien que ces derniers apparaissaient à la fin du deuxième film). Les Velociraptors sont radicalement différents des autres volets, arborant des couleurs variées et des crêtes pour distinguer les sexes selon le souhait du superviseur des effets visuels Stan Winston.

### Liens avec le roman deCrichton
Bien que le film ne soit pas une adaptation du roman de Crichton, l'auteur n'ayant pas écrit de troisième roman, le film emprunte des passages et des idées du premier livre non-adaptés dans le premier film pour des raisons budgétaires, notamment ceux qui suivent :
- la scène du combat final avec le Spinosaure est en partie adapté de la première partie de la poursuite du Tyrannosaure, nageant dans la lagune, poursuivant Grant et les enfants sur un canots gonflable dans le premier roman ;
- l'attaque dans la volière est une adaptation de l'attaque des Ptérosaures dans le roman, les Ptérodactyles étant toutefois remplacés par des Ptéranodon, une espèce plus grande ;
- l'utilisation de grenades lacrymogènes par Erik Kirby est la reprise d'une idée du premier roman, dans lequel Robert Muldoon fait de même contre les raptors ;
- la scène où Erik et Grant se réfugient dans un camion citerne au moment où des Compsognathus apparaissent est reprise du roman, dans lequel l'avocat Gennaro s'abrite dans un camion contre des Procompsognathus ;
- la découverte hasardeuse d'un nid de raptors par le groupe est la reprise partielle du passage de l’expédition de Grant, Ellie et Gennaro dans un nid de Vélociraptor dans le volcan de l’île ;
- la scène où le groupe est secouru par des soldats de l'armée, envoyés par Ellie, est une reprise de la fin du roman, où le groupe est sauvé par des soldats de la garde du Costa Rica avant le bombardement de l’île ;
- l'idée des trois Ptéranodons quittant l’île à la fin du film est inspiré de l'idée des raptors essayant de migrer à la fin du roman ;
- la question d'Erik à Grant sur la possible destination des Ptéranodons est la reprise de cette même conversation entre Ellie et Grant à la fin du roman.

## Autour du film

### Éditions en vidéo
En France, le film Jurassic Park III est sorti en DVD et DVD Édition Collector le 13 mars 2002,. Avec l'arrivée du Blu-ray, la version simple est sortie le 25 octobre 2011. À la suite des évolutions techniques visant à améliorer la qualité d'image et de sons, le film sort dans une édition Blu-ray 4K Ultra HD le 22 mai 2018.
Quant aux éditions SteelBook, le Blu-ray + Digital HD est sortie le 2 mai 2018 et l'édition Blu-ray 4K Ultra HD est sortie le 1er juin 2022. Le film est également sorti en VOD le 30 septembre 2016.

### Produits dérivés
Jurassic Park III a fait l'objet d'une novélisation écrite par Scott Ciencin.
Il a connu de nombreuses adaptations en jeu vidéo :
- Jurassic Park III, jeu d'arcade ;
- Jurassic Park III: Danger Zone! sur Windows ;
- Jurassic Park III: Dino Defender sur Windows et Mac ;
- Jurassic Park III: The DNA Factor sur Game Boy Advance ;
- Jurassic Park III: Park Builder sur Game Boy Advance ;
- Jurassic Park III: Island Attack sur Game Boy Advance ;
- Scan Command: Jurassic Park sur Windows.